# Trasporti in Austria

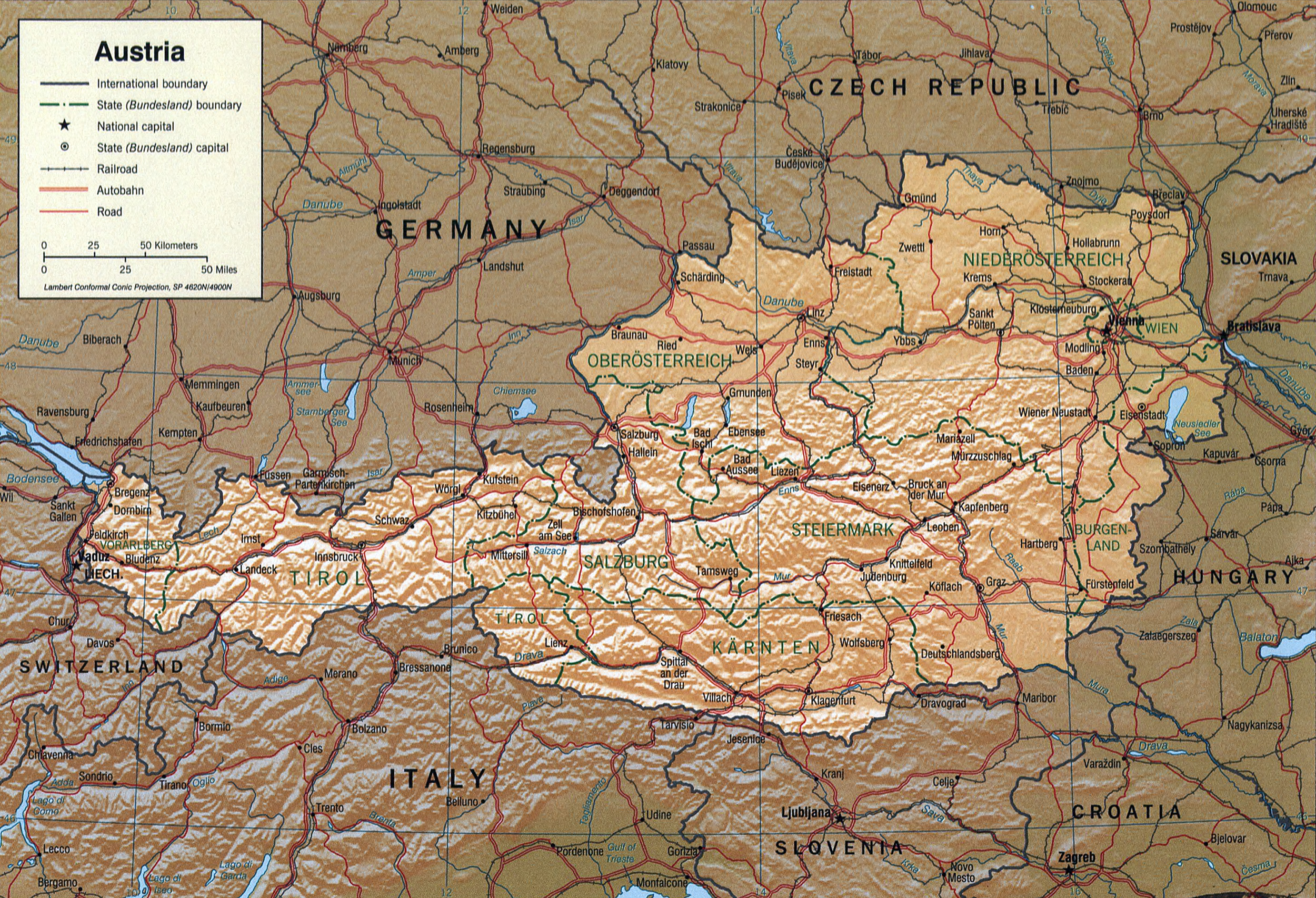
Austria: carta geopolitica con rete ferroviaria e stradale

Questa voce raccoglie le principali tipologie di trasporti in Austria.

## Rete ferroviaria
La principale azienda ferroviaria in Austria sono le Ferrovie federali austriache, in tedesco Österreichische Bundesbahnen (ÖBB).
totale: 6.123 km (3.523 km elettrificati)
scartamento normale: 5.639 km con uno scartamento di 1,435-m (3.429 km elettrificati)
scartamento ridotto: 484 km

### Reti di metropolitane urbane
- Vienna
- Serfaus

### Servizi ferroviari suburbani
- Alta Austria
- Carinzia
- Salisburgo
- Stiria
- Tirolo
- Vienna
- Vorarlberg

### Reti tranviarie urbane
- Vienna
- Graz
- Linz
- Innsbruck
- Gmunden

### Reti filoviari urbane
- Linz
- Salisburgo

### Collegamenti ferroviari con paesi confinanti
- Italia - sì
- Svizzera - sì
- Ungheria - sì
- Slovenia - sì
- Repubblica Ceca - sì
- Slovacchia - sì
- Liechtenstein - sì

## Rete stradale
totale: 200.000 km (100% asfaltate)
- West Autobahn: Vienna - Linz - Salisburgo - Walserberg - confine tedesco (proseguimento per Monaco di Baviera come A 8)
- Süd Autobahn: Vienna - Wiener Neustadt - Graz - Klagenfurt am Wörthersee - Villaco - Arnoldstein - confine italiano (proseguimento per Udine come A23)
- Südost Autobahn: Guntramsdorf (A2) - Eisenstadt
- Ost Autobahn: Vienna - confine ungherese (proseguimento per Budapest)
- Nord Autobahn: Vienna - confine ceco (proseguimento per Brno)
- Nordost Autobahn: Bruckneudorf - Kittsee - confine slovacco (proseguimento per Bratislava)
- Mühlkreis Autobahn: Linz - Unterweitersdorf
- Innkreis Autobahn: Svincolo Voralpenkreuz (A1/A9) - Wels – Suben - confine tedesco (proseguimento per Passavia)
- Pyhrn Autobahn: Svincolo Voralpenkreuz (A1/A8) - Graz - Spielfeld - confine sloveno (proseguimento per Maribor)
- Tauern Autobahn: Salisburgo - Villaco
- Karawanken Autobahn: Villaco - Traforo delle Caravanche - confine sloveno (proseguimento per Jesenice)
- Inntal Autobahn: (provenienza da Rosenheim) - confine tedesco - Kufstein - Innsbruck - Landeck
- Brenner Autobahn: Innsbruck - Brennero - confine italiano (proseguimento per Verona come A22)
- Rheintal/Walgau Autobahn: (provenienza da Lindau come A 96) - confine tedesco - Bregenz - Feldkirch - Bludenz (proseguimento come S16 per il Tirolo)
- Wiener Außenring Autobahn: tangenziale Sud di Vienna (collegamento tra A1 e A2)
- Donauufer Autobahn: Vienna - Korneuburg - Stockerau
- Autobahn Südosttangente Wien: Vienna (collegamento tra A2, A4 e A22)
- Welser Autobahn: Wels (collegamento tra A1 e A8)
- Linzer Autobahn (pianificata): Linz

## Porti
Tutti i porti austriaci sono fluviali e di accesso al Danubio.
- Enns
- Krems an der Donau
- Linz
- Vienna

### Idrovie
358 km

## Aeroporti
55 (1999)

### Aeroporti con piste asfaltate
- totale: 22

Lunghezza piste:
- oltre 3.043 m: 1
- tra 2.438 e 3.043 m: 5
- tra 1.524 e 2.437 m: 1
- tra 914 e 1.523 m: 3
- sotto i 914 m: 12 (1999)

### Aeroporti con piste non asfaltate
- totale: 33

Lunghezza piste:
- tra 914 e 1.524 m: 4
- sotto 914 m: 33 (1999)

### Eliporti
- totale: 1